# مت کاراکر
مت کاراکر (انگلیسی: Matt Carragher; ۱۴ ژانویهٔ ۱۹۷۶ – ۲۸ دسامبر ۲۰۱۶) بازیکن فوتبال اهل بریتانیا بود.
از باشگاه‌هایی که در آن بازی کرده‌است می‌توان به باشگاه فوتبال استافورد رانجرز، باشگاه فوتبال ویگان اتلتیک، باشگاه فوتبال پورت ویل، و باشگاه فوتبال مکلسفیلد تاون اشاره کرد.